# Johann Pfannebecker
Johann Pfannebecker (* 15. Mai 1808 in Flomborn; † 7. März 1882 in Worms) war Jurist, Regierungsrat, Kreisrat, Mitglied der Ersten Kammer der Landstände des Großherzogtums Hessen und Reichstagsabgeordneter.

## Karriere
Pfannebecker besuchte die Lateinschule Grünstadt und studierte von 1828 bis 1831 Rechtswissenschaft an den Universitäten Gießen und Heidelberg.
Anschließend war er bei der Staatsanwaltschaft am Kreisgericht Mainz tätig und zuletzt stellvertretender Staatsanwalt (Staatsprokurator) bevor er
1848 bis 1850 Mitglied der Regierungskommission des Regierungsbezirks Mainz wurde. 1852 wechselte er als Kreisrat zum Kreis Worms, eine Position, die er bis 1874 innehatte.
1850 war Johann Pfannebecker Mitglied des Erfurter Unionsparlaments, von 1868 bis 1870 Mitglied des Zollparlaments und von 1871 bis 1874 des Deutschen Reichstags für den Wahlkreis Hessen 7 (Worms-Heppenheim) und die Nationalliberale Partei.
Von 1851 bis 1866 war er zudem Mitglied der Ersten Kammer der Landstände des Großherzogtums Hessen.

## Leben
1851 heiratete er Johanna Elisabeth Emilie, geb. Renz. Sie war die Tochter von Georg Friedrich Renz, ehemals Bürgermeister von Worms. Einziges Kind aus dieser Ehe, ein Sohn, wurde 1852 geboren und starb 1870. Pfannebecker gehörten große Grundstücke im Bereich zwischen der Altstadt und der Bahnstrecke der Hessischen Ludwigsbahn. Hier errichtete er ein repräsentatives dreigeschossiges Wohngebäude an der Karmeliter Straße (heute: Wilhelm-Leuschner-Straße), die den 1853 eröffneten Bahnhof mit der Stadt verband. Nach dem Tod der Witwe von Johann Pfannebecker wurde es verkauft und zugunsten von Neubauten abgerissen.